# Званка (усадьба)
Зва́нка — усадьба Г. Р. Державина, которую он не раз воспел в стихах, где жил на закате жизни и где умер. Располагалась на территории Трегубовского сельского поселения Чудовского района Новгородской области, на берегу реки Волхов, выше Сосницкой пристани, в устье реки Дыменки. Ландшафт усадьбы «Званка» — объект культурного наследия.

## Державин и Званка
Впервые Званка упоминается в Писцовой книге Водской пятины 1492—1500 годов. С 1797 года принадлежала второй жене поэта, Дарье Алексеевне Дьяковой. С 1803 года и до самой смерти в 1816 году поэт всё лето проводил в Званке. В имении поэтом было написано около 60 стихотворений, включая знаменитую идиллию «Евгению. Жизнь Званская».
Державинская Званка, реконструированная его другом Н. А. Львовым, включала двухэтажный господский дом с бельведером, фонтан перед домом, сад и цветник, хозпостройки, ковровую и суконную фабрики, небольшую крестьянскую больницу.
После смерти поэта его тело было переправлено по Волхову для захоронения в близлежащий Хутынский монастырь, где ранее подвизался его друг Евгений Болховитинов. Через пять лет в Званке была устроена усадебная церковь во имя Обновления Храма Воскресенья Христова, освящённая архимандритом Фотием.
Вдова поэта Дарья Алексеевна, умершая в 1842 году, завещала капитал на устройство в Званке женского монастыря с училищем для девочек-сирот при нём. Исполнение завещания задержалось более чем на 20 лет: Знаменский монастырь и Державинское училище для девиц духовного звания были открыты  в Званке только в 1869 году. Позднее в Знаменском Званском монастыре был построен на средства митрополита Новгородского и Санкт-Петербургского Исидора трёхпрестольный Знаменский храм.

## Уничтожение
Имение сильно пострадало в годы Великой Отечественной войны, после чего все постройки были разобраны. Во время оккупации имения немецким солдатом Карлом Августином было сделано много фотографий имения, позже вошедших в книгу «Колокола Званки».
В 1993 году в Званке на вершине Званского холма на берегу реки Волхов был установлен и освящён архиепископом Новгородским и Старорусским Львом памятный знак, выполненный по проекту новгородского художника Федота Шишова. С того же времени у памятного знака проходят Державинские чтения.
В советское время активно обсуждались планы создания музея-заповедника Державина в Званке. Горячим сторонником этой идеи выступал писатель В. А. Солоухин. В XXI веке о планах восстановления усадьбы сообщило министерство юстиции России